# Banepa
Banepa (nep. बनेपा)  – miasto w środkowym Nepalu; w prowincji numer 3. Według danych szacunkowych na rok 2011 liczyło 24 894 mieszkańców .